# پیتز برگ (کالیفرنیا)
پیتز برگ (به انگلیسی: Pittsburg) شهری در شهرستان کنترا کوستا ایالت کالیفرنیا است که در سرشماری سال ۲۰۱۰ میلادی، ۶۳۲۶۴ نفر جمعیت داشته است.